# Chống Công giáo

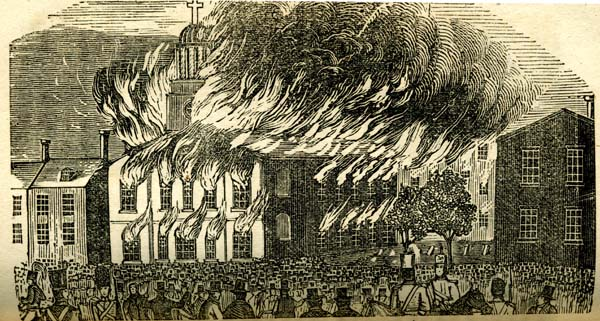
Đốt cháy nhà thờ thánh Augustinô trong cuộc bạo loạn ở Philadelphia năm 1844

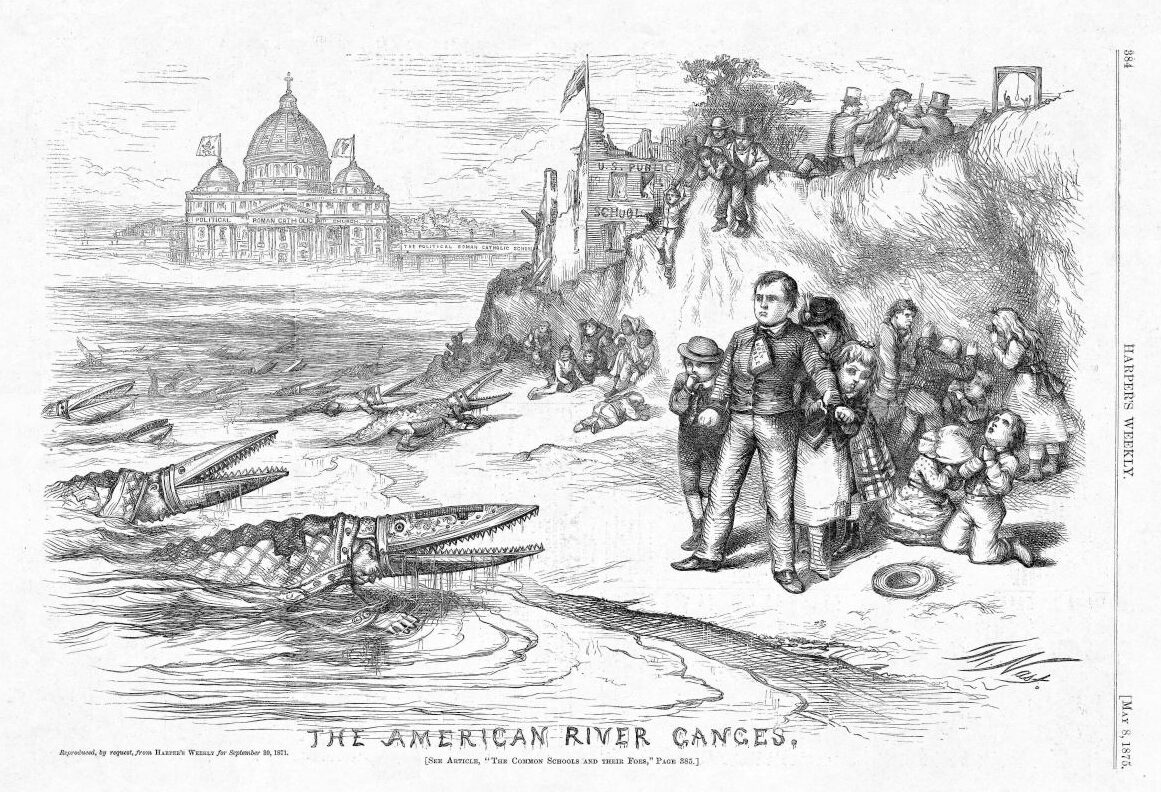
Tranh vẽ của Thomas Nast trên tạp chí năm 1876 khắc họa các giám mục Công giáo như những con cá sấu đang tấn công vào các trường công lập của Mỹ, với sự đồng lõa của các chính trị gia Công giáo gốc Ireland

Chống Công giáo hay bài Công giáo là sự thù địch đối với người Công giáo hoặc phản đối Giáo hội Công giáo, các giáo sĩ và tín đồ. Tại nhiều thời điểm sau Cải cách Kháng nghị, một số quốc gia có đa số dân theo Tin Lành như Anh, Phổ, và Scotland đã biến việc chống Công giáo, phản đối Giáo hoàng và các nghi lễ Công giáo thành những chủ đề chính trị lớn. Tâm lý chống Công giáo từ bối cảnh chính trị đó thường dẫn đến phân biệt tôn giáo chống lại những người Công giáo (thường bị gọi một cách miệt thị ở các quốc gia Tin Lành nói tiếng Anh là "papist" hoặc "Romanist"). Nhà sử học John Wolffe xác định bốn loại chống Công giáo: định chế-quốc gia, thần học, đại chúng và xã hội-văn hóa.
Trong lịch sử, người Công giáo sống ở các quốc gia Tin lành thường bị nghi ngờ có âm mưu chống lại nhà nước nhằm tăng cường lợi ích của giáo hội. Sự ủng hộ dành cho giáo hoàng ngoại quốc dẫn đến những cáo buộc rằng họ thiếu lòng trung thành với nhà nước. Trong những nước có đa số dân theo Tin Lành với lượng người nhập cư lớn, chẳng hạn như Hoa Kỳ và Úc, việc nghi ngờ những người nhập cư theo Công giáo hay phân biệt đối xử chống lại họ thường đan xen hoặc được lồng vào với chủ nghĩa bản địa, bài ngoại, và thái độ vị chủng hoặc phân biệt chủng tộc (tức là chủ nghĩa bài Ý, bài Ireland, hội chứng sợ Tây Ban Nha, bài Pháp, bài Quebec, bài Ba Lan).
Trong thời kỳ đầu hiện đại, Giáo hội Công giáo đã đấu tranh để duy trì vai trò tôn giáo và chính trị truyền thống của mình trước sự gia tăng của các thế lực thế tục ở các nước Công giáo. Kết quả của những cuộc đấu tranh này là một thái độ thù địch đối với quyền lực chính trị, xã hội, tinh thần và tôn giáo đáng kể của Giáo hoàng và các giáo sĩ đã nảy sinh dưới hình thức bài giáo sĩ. Tòa án dị giáo là mục tiêu tấn công yêu thích của họ. Các lực lượng chống giáo sĩ đạt được sức mạnh sau năm 1789 tại một số quốc gia đa số Công giáo, như Pháp, Tây Ban Nha và Mexico. Các đảng chính trị được thành lập thể hiện thái độ thù địch đối với quyền lực chính trị, xã hội, tinh thần và tôn giáo đáng kể của Giáo hội Công giáo dưới hình thức bài giáo sĩ, tấn công vào quyền lực bổ nhiệm các giám mục của giáo hoàng, các dòng tu quốc tế, đặc biệt là Dòng Tên.